# Прокопьев, Сергей Сергеевич
Сергей Сергеевич Прокопьев (род. 21 августа 1986, Москва, СССР) — российский пляжный волейболист, мастер спорта. Участник сборной команды России с 2005 года. Чемпион России (2007), серебряный (2005, 2006) и бронзовый (2009, 2012) призёр чемпионатов России; победитель Кубка европейских чемпионов (2007).

## Карьера
В 2003 году в Паттайе в паре с Андреем Березиным занял девятое место на Юношеском чемпионате мира. В 2004 году играл в паре с Егором Молибогой на Чемпионате мира среди юниоров в Порту-Санту.
В 2005 году образовал дуэт с Ярославом Кошкарёвым и выступил на своём первом Открытом турнире в Санкт-Петербурге. В том же году на Чемпионате мира среди юниоров в Рио-де-Жанейро дуэт завоевал бронзу.
Представлял Россию на летней Универсиаде 2011 года в Шэньчжэне, где вместе с Юрием Богатовым завоевал серебряную медаль. В 2012 году участвовал в летних Олимпийских играх в Лондоне в паре с Константином Семёновым, дуэт занял девятое место.
Был дисквалифицирован с 28 мая 2015-го по 27 мая 2019 года за нарушение антидопинговых правил.
Выступает за ВК «Витязь» (Анапа).

## Семья
Женат на Марии Андреевне Прокопьевой, урождённой Братковой, также профессиональной пляжной волейболистке.